# Notiphila nigrina
Notiphila nigrina är en tvåvingeart som beskrevs av Nina Krivosheina 2001. Notiphila nigrina ingår i släktet Notiphila och familjen vattenflugor.
Artens utbredningsområde är Nepal. Inga underarter finns listade i Catalogue of Life.